# Escola borgonyona

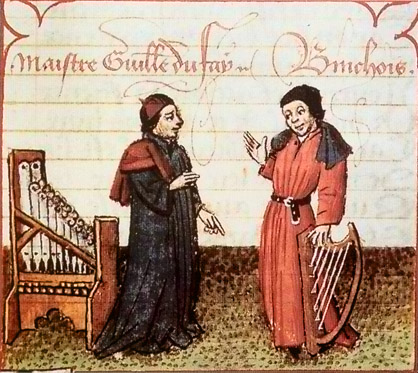
El compositor Guillaume Dufay a l'esquerra i Gilles Binchois

L'Escola borgonyona fou un grup de compositors actius al segle xv en el que actualment és el nord i nord-est de França, Bèlgica, i els Països Baixos, centrats a la cort dels Ducs de Borgonya. Els noms dels principals protagonistes d'aquesta escola són Guillaume Dufay, Gilles Binchois, Antoine Busnois i John Dunstable (a Anglaterra i depenent en aquell temps de França). L'Escola borgonyona era la primera fase d'activitat de l'Escola francoflamenca, la més important del Renaixement a Europa.
Ja durant el regnat de Felip III de Borgonya (1396-1467), Dijon tenia una de les millors capelles musicals del món occidental, en la qual es destacà Gilles Binchois, que conreà la cançó polifònica, de tema amorós. En el camp de la música sagrada s'inicià a Borgonya un nou estil polifònic (Guillaume Dufay, Johannes Ockeghem). Carles I de Borgonya (1467-1477) donà una gran importància a la música i contractà Antoine Busnois, que compongué gairebé exclusivament cançons polifòniques profanes amb text francès, forma musical que del 1450 al 1490 adquirí una gran categoria artística.
Compositors de diferents països es trobaren a la cort de Borgonya, que serví de bressol de les diferents maneres musicals europees, i això fou decisiu en la formació del llenguatge musical internacional propi de l'Europa del segle xv.

## Compositors de l'Escola borgonyona
- Johannes Tapissier (c.1370–c.1410)
- Guillaume Dufay (?1397-1474)
- Hugo de Lantins (c.1430)
- Arnold de Lantins (c.1430)
- Johannes Legrant (c. 1420-1440)
- Guillaume Legrant (1405-1449)
- Reginaldus Libert (c.1425-1435)
- Gilles Binchois (c.1400-1460)
- Johannes Brassart (c.1400-1455)
- Hayne van Ghizeghem (c.1445–c.1480)
- Pierre Fontaine (c.1380 - c.1450)
- Nicolas Grenon (c. 1375-1456)
- Gilles Joye (1424/1425–1483)
- Robert Morton (c.1430–c.1479)
- Antoine Busnois (c.1430-1492)
- Guillaume le Rouge (1450-1465)
- Adrien Basin (1457-1476)
- Jacobus Vide (1405-1433)